# Эрешов, Зариф
Зариф Эрешов (Эрешев; туркм. Zarif Ereşev; 28 июня 1979) — туркменский футболист, полузащитник. Выступал за сборную Туркменистана.

## Биография
На старте карьеры играл за «Джейхун» (Туркменабад) и «Небитчи» (Балканабад). В составе «Небитчи» в 2000 году стал серебряным призёром чемпионата Туркменистана и участвовал в матчах азиатского Кубка кубков. В 2001 году перешёл в ашхабадский «Копетдаг», с этим клубом снова стал серебряным призёром чемпионата, а также обладателем Кубка страны (2001). В 2002 году вернулся в клуб из Туркменабада, переименованный в «Каракум», с ним завоевал бронзовые медали чемпионата и национальный кубок. В 2003 году перешёл в «Небитчи», с которым становился чемпионом (2004), серебряным (2003) и бронзовым (2005) призёром чемпионата страны, а также завоевал два Кубка Туркменистана (2003, 2004). По итогам 2005 года был признан лучшим полузащитником страны. В 2006 году переходил в узбекский клуб «Насаф» (Карши), ставший по итогам сезона бронзовым призёром чемпионата Узбекистана, но провёл только два матча. В конце карьеры снова играл за «Небитчи» и в сезоне 2007 года завоевал бронзу чемпионата Туркменистана.
Сыграл один матч за национальную сборную Туркменистана — 8 октября 2000 года в товарищеской игре против Узбекистана (0:3) провёл на поле первые 67 минут.